# 玩耍

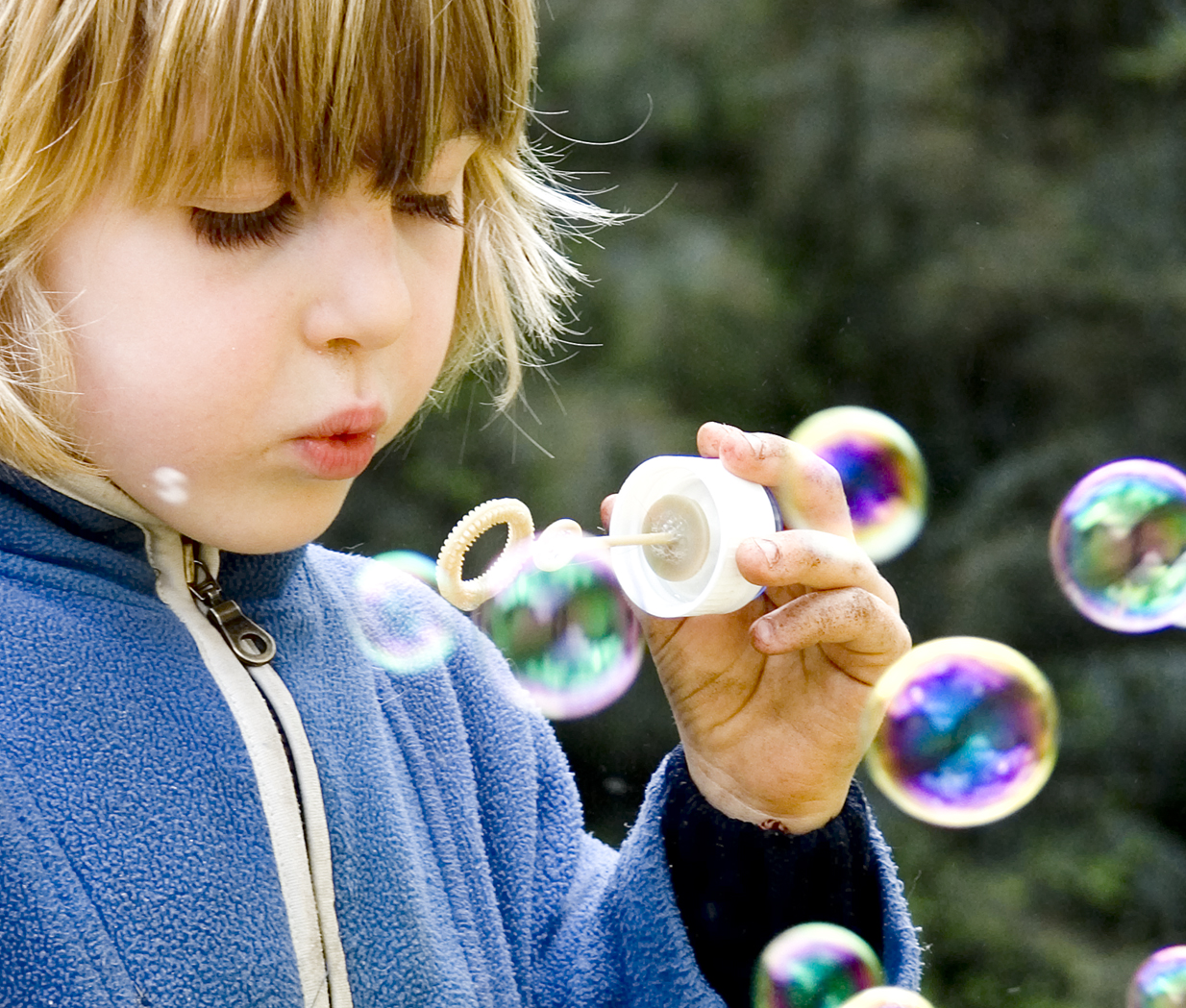
孩子 在玩 泡泡

在心理学和动物行为学的解释中，玩耍是一种自愿和主动进行的为了娱乐的活动 。通常，玩耍是孩子们和青少年的活动，但它也能够给成人带来一定的好处。
许多在心理学领域杰出的研究人员（包括讓·皮亞傑、威廉·詹姆士、西格蒙德·弗洛伊德、卡尔·荣格）都指出玩耍是人类特有的。这些心理学家都相信玩耍在人类的发展过程中有着很重要的作用。许多研究成果都能够证明这一点。
玩耍通常被认为是一种无聊的表现，但是当人在玩耍时，他们的注意力完全集中在游戏中，特别是那种有组织和有目标的玩耍，就像是比赛一样。因此，玩耍可以分为放松型、自由奔放型、自发计划型甚至是强迫型。